# Cơ sở dữ liệu đa phương tiện
Cơ sở dữ liệu đa phương tiện (tiếng Anh: Multimedia Database - MMDB) là một tập hợp các dữ liệu đa phương tiện có liên quan. Các dữ liệu đa phương tiện bao gồm một hoặc nhiều kiểu dữ liệu phương tiện truyền thông chính như văn bản, hình ảnh, các đối tượng đồ họa (bao gồm bản vẽ, phác thảo và hình minh họa) các chuỗi hình ảnh động, âm thanh và video.
Một hệ thống quản lý cơ sở dữ liệu đa phương tiện (tiếng Anh: Multimedia Database Managment System - MMDBMS) là một khung quản lý các loại dữ liệu khác nhau có khả năng đại diện trong một sự đa dạng rộng của các định dạng trên một mảng rộng các nguồn phương tiện truyền thông. Nó cung cấp hỗ trợ cho các loại dữ liệu đa phương tiện, và tạo thuận lợi cho việc tạo ra, lưu trữ, truy cập, truy vấn và kiểm soát của một cơ sở dữ liệu đa phương tiện.